# 1852 Carpenter
1852 Carpenter eller 1955 GA är en asteroid i huvudbältet, som upptäcktes 1 april 1955 av Indiana Asteroid Program vid Indiana University Bloomington med Goethe Link Observatory. Asteroiden har fått sitt namn efter Edwin Francis Carpenter.
Asteroiden har en diameter på ungefär 21 kilometer och den tillhör asteroidgruppen Eos.